# IC 3158
IC 3158 је појединачна звијезда у сазвјежђу Дјевица која се налази на листи објеката дубоког неба у Индекс каталогу.
Деклинација објекта је + 9° 17' 30" а ректасцензија 12h 19m 48,7s.